# 掃除山遺跡
掃除山遺跡（そうじやまいせき）は、鹿児島県鹿児島市下福元町後迫字掃除山にある縄文時代草創期の遺跡である。出土遺物が鹿児島市指定有形文化財に指定されている。

## 概要

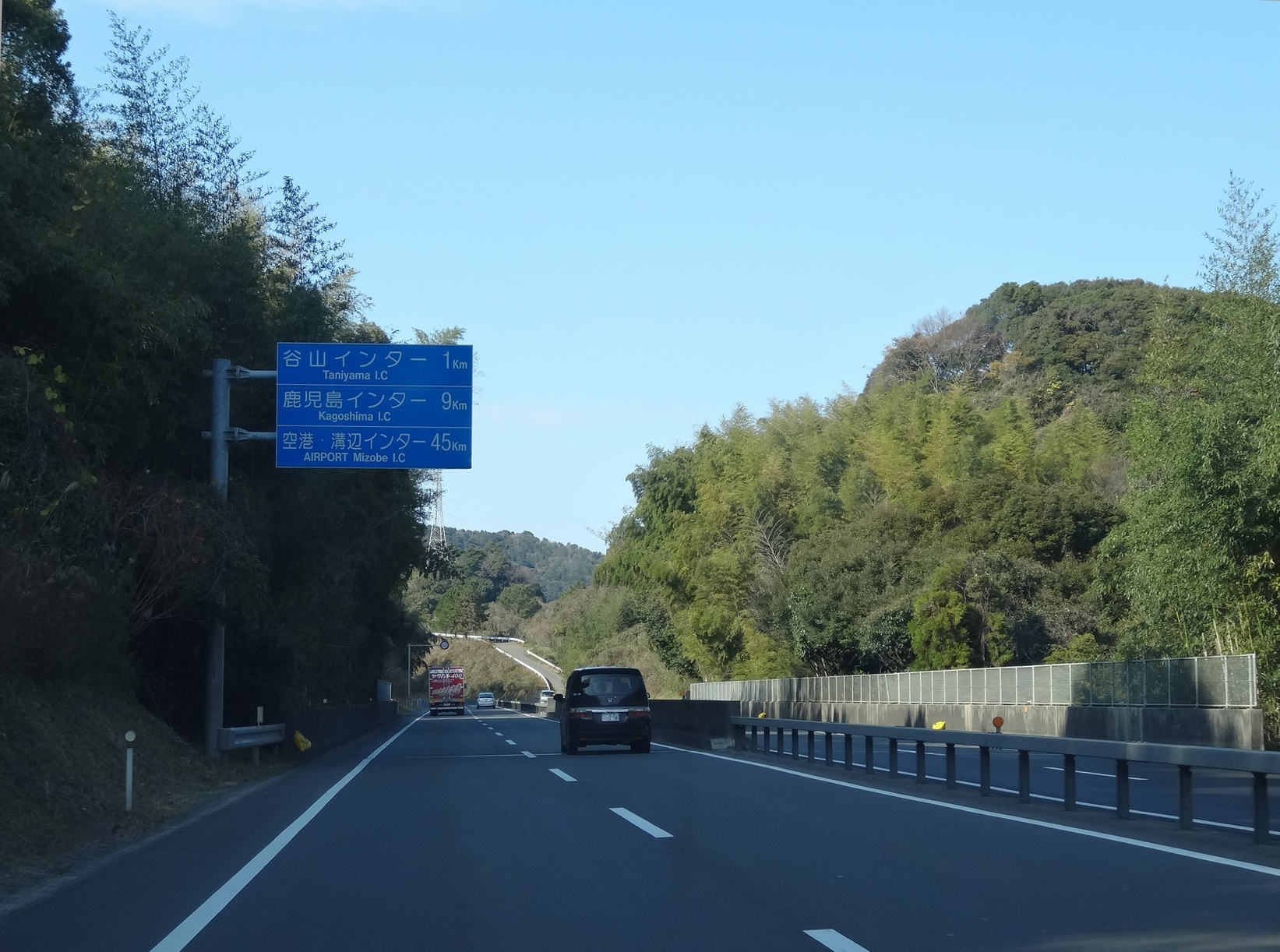
掃除山遺跡が発掘された附近を通る県道219号

列島の温暖化がすすみ、針葉樹林を主体としていた森林は、落葉広葉樹と照葉樹の森林へと変化していき、その植生は西日本から太平洋沿岸地域を東へと拡がっていった。
九州南部の鹿児島県では、このような温暖化と植生の変化が起きていた縄文時代草創期の遺跡が数多く発見されている。そして、掃除山遺跡もその中の一つである。
約1万1000年前に降下した薩摩火山灰の下から発見された掃除山遺跡では、2棟の竪穴建物跡をはじめとして、煙道付炉穴、舟形や円形をした配石炉、つまり地面に穴を掘って火をたいた調理用の施設、土坑、植物食料の製粉具である磨石（すりいし）や石皿という、ドングリやクルミなどの木の実を割って砕いたり、製粉する道具類など各種の遺構・遺物が纏まって出土した。これらの道具類は時代と共に各地でその量が増え、少なくとも前期では、日本各地の村からもっともよく発見される道具類となる。つまり縄文時代の主食が、森の資源の一つであるドングリなどの木の実に移り変わるのである。
これだけみると、縄文時代における本格的な定住集落の要件をほぼ備えているように思える。しかし、遺構が約300平方メートルの狭い範囲にまとまっていて広場をともなわない、土器や石皿、磨石などの遺物の量も少なく、特に竪穴建物の廃絶後に使用された配石炉もあることから、この遺跡を生活の場としていた人々は常に竪穴建物を使用しているわけではなかった。すなわち、長期に定住するような本格的な定住集落は形成されていなかった、と捉えられている。やせ尾根の狭い平坦地から北風を避けられる南向きの急斜面にかけて分布するという立地の特徴から、調査者の一人は、掃除山遺跡の竪穴建物を秋に採集した堅果類の貯蔵と利用を兼ねた越冬のための居住地と考えた。
以上のように、この遺跡は、旧石器から縄文への移行期の中に位置づけられるものである。
遺跡付近を鹿児島県道219号玉取迫鹿児島港線が新たに建設されることとなり、1990年（平成2年）から1991年（平成3年）までの間に鹿児島市教育委員会によって発掘調査が行われた結果発見されたものであり、調査完了後は県道建設のため削平されている。